# Liutberga
Santa Liutberga (Salzburgo, ?  -  Lehre, h. 870), también llamada Liutbirg y Liutbirga, fue una influyente monja sajona del siglo VIII, quien acabó su vida como anacoreta en Windenhausen (o Wendhausen). Su vida proporciona datos de experiencias femeninas de la religión en el Imperio Carolingio del siglo IX, y también cierta vista interna sobre los conventos otonianos como Gandersheim y Quedlinburg. Liutberga proporcionaba un nuevo modelo de santidad, la quel ama de llaves eficiente. Su fiesta se celebra el 3 de abril.

## Vida
El autor de la Vita Liutbergae fue un monje de Halberstadt que pretendía haberla conocido personalmente, aunque el manuscrito que se conserva es más tardío.
Liutberga destacó primero por su talento e inteligencia con Gisla. Gisla, la hija mayor del conde sajón Hesse, era la viuda de Unwan. Tenía un hijo pequeño, y tenía que viajar mucho para supervisar sus territorios.  Debió tener algún conocimiento previo del potencial de Liutberga cuando se llevó a la joven del convento y la preparó para ser su ayudante.
Liutberga era inicialmente de Salzburgo. Gisla se la llevó a su casa y la trató como a una hija. Debido a que Gisla fundó iglesias y llevaba a cabo negocios en diversos lugares, Liutberga viajaba con ella. A través de sus viajes, Liutberga demostró ser honrada, trabajadora, muy generosa con las limosnas, pía y que se preocupaba de los enfermos y los moribundos. Preparada en las diversas artes que se referían a la labor de las mujeres, y tan misericordiosa que la llamaban "madre de los pobres". Durante el día Liutberga supervisaba la casa y las fincas de su patrona, mientras que por la noche se retiraba a orar. 
A su muerte, Gisla dejó su herencia a su hijo Bernhard, urgiéndole que ayudara a restaurar la iglesia, preocuparse por sus hermanas, y por Liutberga como si fuera una hermana. Liutberga vivió durante un tiempo con Bernhard y se preocupó por su casa y su familia, pero siempre encontró tiempo para acudir a la iglesia y mantenía vigilias nocturnas.
Cuando ella se hizo mayor la permitieron retirarse al convento de Wendhausen, que había sido fundada por una de las hijas de Gisla, ya viuda. Incluso allí recibía a muchos visitantes aristocráticos que querían su consejo y le llevaban a sus hijas para aprender algo de sus especiales talentos para la administración doméstica. Su carrera era de hecho la de un "ama de llaves profesional y profesora de ciencias domésticas".
Ayunaba, rezaba y ayudaba a cualquier necesitado que acudiera a ella. Abades y obispos se dieron cuenta de sus virtudes y le confiaban la educación de las jóvenes en temas religiosos, así como en la costura y las labores textiles. También dijo que tenía la habilidad de predecir exactamente el futuro. Murió alrededor del año 870, una mujer extremadamente religiosa y muy respetada y se le dio un enterramiento de honor en la iglesia.